# جون برايس (متسابق يخت)
جون برايس (بالإنجليزية: John Price)‏ هو متسابق يخت أمريكي، ولد في 19 يناير 1920 في ميامي في الولايات المتحدة، وتوفي بنفس المكان في 26 مايو 1991.

## وصلات خارجية
- جون برايس على موقع أوليمبيديا (الإنجليزية)